# Melinda Kinnaman
Melinda Rosalie Kinnaman (født 9. november 1971 i Stockholm) er en svensk-amerikansk skuespillerinde. Hun studerede på Teaterhögskolan i Stockholm fra 1991 til 1994 og har siden været en fast del af Dramaten.
Kinnaman modtog i 1988 en Young Artist Award for sin optræden i spillefilmen Mit liv som hund (1986), der er instrueret af Lasse Hallström. Hun har også medvirket i tv-serier som Ørnen, Broen, Modus og I magtens øje.
Kinnaman havde i 2006 en gæsteoptræden i et afsnit af Klovn.

## Privatliv
Hendes halvbror er skuespilleren Joel Kinnaman.

## Udvalgt filmografi
- Mit liv som hund (1986)
- Slangens vej (1986)
- Arrilds tid (1988)
- Søndagsbarn (1992)
- Radioskugga (tv-serie, 1995-1997)
- Wallander: Skyggerne (2003)
- Ørnen (tv-serie, 2004-2006)
- Klovn (tv-serie, 2006)
- Häxdansen (tv-serie, 2008)
- Jungfrufärd (kortfilm, 2013)
- Broen (tv-serie, 2015)
- Modus (tv-serie, 2015-2017)
- Gordon og Paddy (animationsfilm, 2017)
- I magtens øje (tv-serie, 2019)
- De forbandede år (2020)
- Abestjernen (animationsfilm, 2021)
- Bergmans ø (2021)
- Natrytterne (tv-serie, 2022)
- Ronja Røverdatter (tv-serie, 2024)
- Exit Parkour (2025)